# SKB Zlín
SKB Zlín (celým názvem: Sportovní klub basketbalu Zlín) je český basketbalový klub, který sídlí ve Zlíně ve stejnojmenném kraji. Založen byl v roce 1941 jako oddíl Sportovní klubu Baťa Zlín. Mužský oddíl hraje v sezóně 2018/19 ve druhé nejvyšší soutěži. Ženský oddíl působí od sezóny 2016/17 v Oblastním přeboru (4. nejvyšší soutěž žen v republice). Své domácí zápasy odehrává v městské sportovní hale Zelené s kapacitou 300 diváků. Klubové barvy jsou žlutá a modrá.
Největším úspěchem klubu byla celkem dvouroční účast v nejvyšší soutěži žen (sezóny 1968/69–1969/70)

## Historické názvy
Zdroj: 
- 1941 – SK Baťa Zlín (Sportovní klub Baťa Zlín)
- 1953 – TJ Spartak Gottwaldov (Tělovýchovná jednota Spartak Gottwaldov)
- 1958 – TJ Gottwaldov (Tělovýchovná jednota Gottwaldov)
- 1990 – SKB Zlín (Sportovní klub basketbalu Zlín)
- 2003 – SKB Proton Zlín (Sportovní klub basketbalu Proton Zlín)
- 2004 – Proton Zlín
- 2013 – SKB Zlín (Sportovní klub basketbalu Zlín)

## Umístění v jednotlivých sezonách

### Umístění mužů
Zdroj: 
Legenda: ZČ – základní část, červené podbarvení – sestup, zelené podbarvení – postup, fialové podbarvení – reorganizace, změna skupiny či soutěže
| Česko (2003 – ) |                 |           |                 |           |                           |
| Sezóna          | Název v ročníku | Úroveň    | Soutěž          | ZČ        | Play-off                  |
| 2003/04         | SKB Proton Zlín | 3. úroveň | 3. liga – sk. C | 1. místo  | Postup                    |
| 2004/05         | Proton Zlín     | 2. úroveň | 2. liga         | 1. místo  | Čtvrtfinále               |
| 2005/06         | Proton Zlín     | 2. úroveň | 2. liga         | 2. místo  | Finále (prohra)           |
| 2006/07         | Proton Zlín     | 2. úroveň | 2. liga         | 4. místo  | Semifinále                |
| 2007/08         | Proton Zlín     | 2. úroveň | 1. liga         | 10. místo | Play-out (1. místo)       |
| 2008/09         | Proton Zlín     | 2. úroveň | 1. liga         | 4. místo  | Čtvrtfinále               |
| 2009/10         | Proton Zlín     | 2. úroveň | 1. liga         | 9. místo  |                           |
| 2010/11         | Proton Zlín     | 2. úroveň | 1. liga         | 7. místo  | Čtvrtfinále               |
| 2011/12         | Proton Zlín     | 2. úroveň | 1. liga         | 5. místo  | Semifinále                |
| 2012/13         | Proton Zlín     | 2. úroveň | 1. liga         | 9. místo  | Play-out (2. místo)       |
| 2013/14         | SKB Zlín        | 2. úroveň | 1. liga         | 7. místo  | Čtvrtfinále               |
| 2014/15         | SKB Zlín        | 2. úroveň | 1. liga         | 3. místo  | Čtvrtfinále               |
| 2015/16         | SKB Zlín        | 2. úroveň | 1. liga         | 12. místo | Předkolo                  |
| 2016/17         | SKB Zlín        | 2. úroveň | 1. liga         | 4. místo  | Čtvrtfinále               |
| 2017/18         | SKB Zlín        | 2. úroveň | 1. liga         | 6. místo  | Zápas o 3. místo (prohra) |
| 2018/19         | SKB Zlín        | 2. úroveň | 1. liga         |           |                           |

### Umístění žen
Zdroj: 
Legenda: ZČ – základní část, červené podbarvení – sestup, zelené podbarvení – postup, fialové podbarvení – reorganizace, změna skupiny či soutěže
| Československo (1968 – 1993) |                 |           |                 |           |                             |
| Sezóna                       | Název v ročníku | Úroveň    | Soutěž          | ZČ        | Play-off                    |
| 1968/69                      | TJ Gottwaldov   | 1. úroveň | 1. liga         | 10. místo |                             |
| 1969/70                      | TJ Gottwaldov   | 1. úroveň | 1. liga         | 11. místo | Sestup                      |
| …                            |                 |           |                 |           |                             |
| Česko (1993 – )              |                 |           |                 |           |                             |
| Sezóna                       | Název v ročníku | Úroveň    | Soutěž          | ZČ        | Play-off                    |
| …                            |                 |           |                 |           |                             |
| 2003/04                      | SKB Proton Zlín | 3. úroveň | 3. liga – sk. B | 6. místo  | Play-out (2. místo)         |
| 2004/05                      | Proton Zlín     | 3. úroveň | 3. liga – sk. B | 3. místo  | Finálová skupina (3. místo) |
| 2005/06                      | Proton Zlín     | 3. úroveň | 3. liga – sk. B | 9. místo  | Play-out (5. místo)         |
| 2006/07                      | Proton Zlín     | 3. úroveň | 3. liga – sk. B | 8. místo  | Play-out (5. místo)         |
| 2007/08                      | Proton Zlín     | 3. úroveň | 2. liga – sk. B | 8. místo  | Play-out (4. místo)         |
| 2008/09                      | Proton Zlín     | 3. úroveň | 2. liga – sk. B | 9. místo  | Play-out (5. místo); sestup |
| …                            |                 |           |                 |           |                             |
| 2010/11                      | Proton Zlín     | 3. úroveň | 2. liga – sk. B | 10. místo | Play-out (4. místo)         |
| 2011/12                      | Proton Zlín     | 3. úroveň | 2. liga – sk. B | 8. místo  |                             |
| 2012/13                      | Proton Zlín     | 3. úroveň | 2. liga – sk. B | 4. místo  |                             |
| 2013/14                      | SKB Zlín        | 3. úroveň | 2. liga – sk. B | 3. místo  | Semifinále                  |
| 2014/15                      | Gemini Zlín     | 3. úroveň | 2. liga – sk. B | 8. místo  |                             |
| 2015/16                      | Gemini Zlín     | 3. úroveň | 2. liga – sk. B | 8. místo  | Sestup                      |
| 2016/17                      | SKB Zlín        | 4. úroveň | Oblastní přebor | 2. místo  |                             |
| 2017/18                      | SKB Zlín        | 4. úroveň | Oblastní přebor | 5. místo  |                             |
| 2018/19                      | SKB Zlín        | 4. úroveň | Oblastní přebor |           |                             |